# Ocularia undulatofasciata
Ocularia undulatofasciata är en skalbaggsart som beskrevs av Stefan von Breuning 1950. Ocularia undulatofasciata ingår i släktet Ocularia och familjen långhorningar. Utöver nominatformen finns också underarten O. u. legrandi.